# Podagrica
Podagrica is een geslacht van kevers uit de familie bladkevers (Chrysomelidae).
De wetenschappelijke naam van het geslacht werd in 1837 gepubliceerd door Auguste Chevrolat.

## Soorten
- Podagrica aeneipennis Medvedev, 1990
- Podagrica audisioi Biondi, 1982
- Podagrica fuscicornis Linnaeus, 1766 – Stokroosaardvlo
- Podagrica fuscipes Fabricius, 1775
- Podagrica malvae Illiger, 1807
- Podagrica menetriesi Faldermann, 1837